# Mary Cameron
Mary Margaret Cameron (9 de marzo de 1865-15 de febrero de 1921) fue una artista escocesa, reconocida por sus representaciones de la vida cotidiana española. Expuso 54 obras en la Royal Scottish Academy entre 1886 y 1919.

## Temprana edad y educación

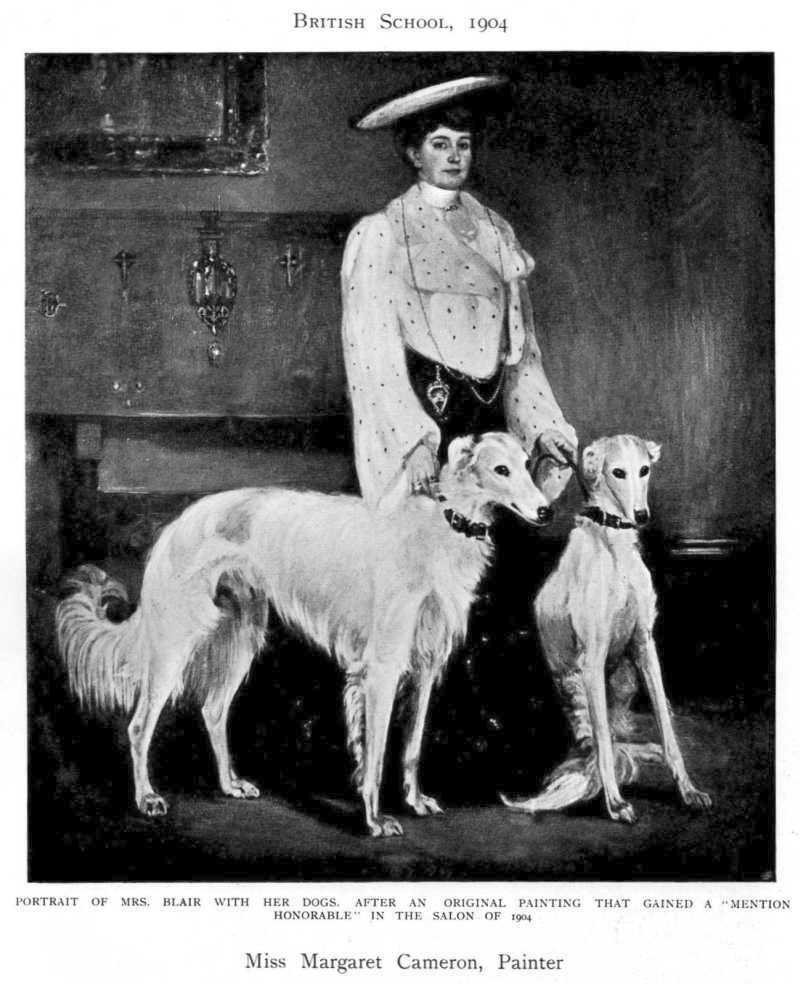
Señora. Blair con sus perros

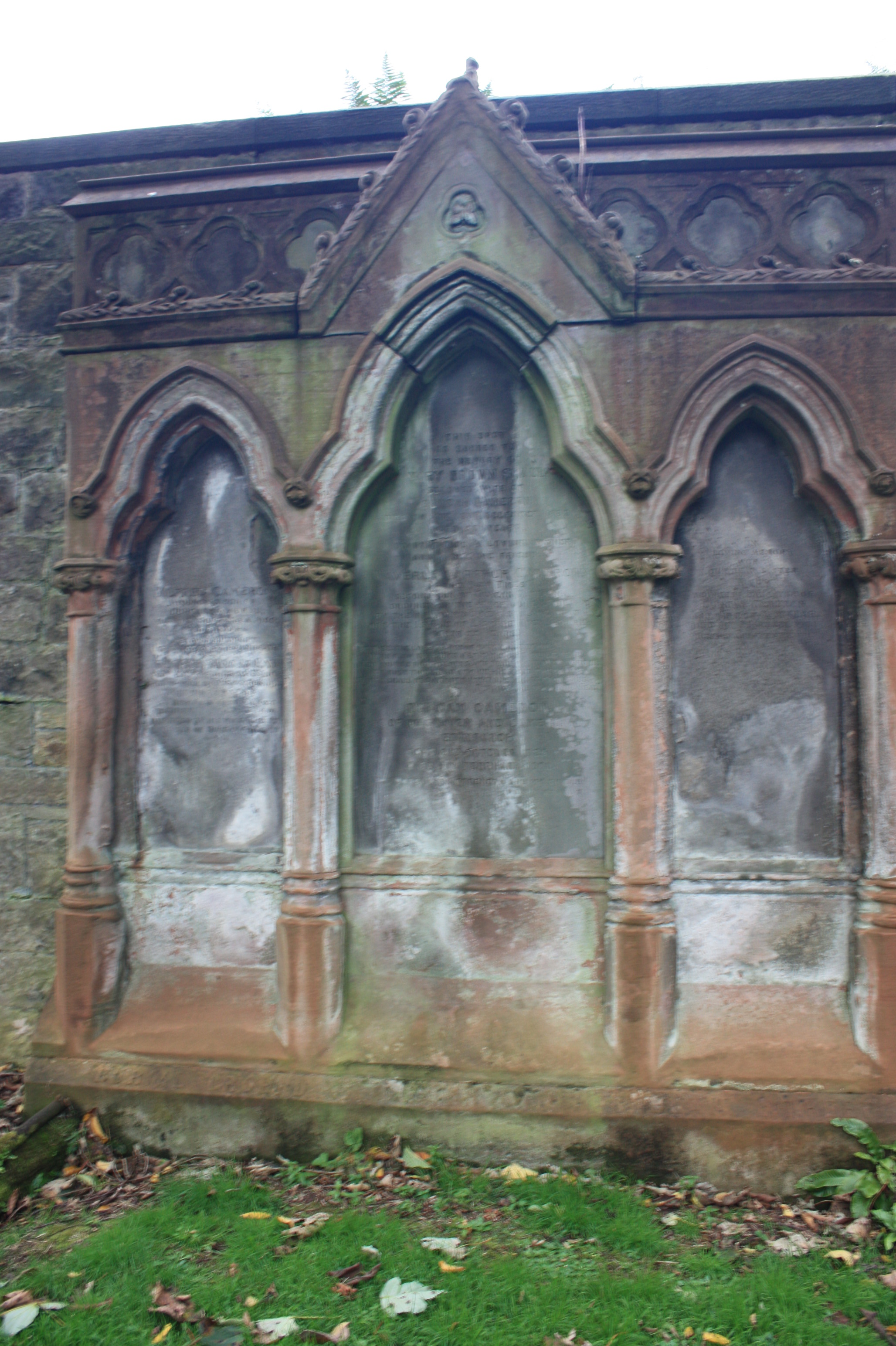
La tumba de la familia Cameron, Dean Cemetery

Mary Margaret Cameron nació el 9 de marzo de 1865 en Portobello en Edimburgo, la tercera de los seis hijos de Mary Brown Small y Duncan Cameron. Su padre estaba asociado con la empresa de impresión y papelería de Edimburgo de Macniven y Cameron y el inventor de la pluma "Waverley". Su padre también era dueño del periódico The Oban Times. Su madre era miembro de los Smalls of Dirnanean de Perthshire. Cameron era la hermana menor de Flora Macaulay, viuda del reverendo Robert Blair, quien fue editora del periódico The Oban Times hasta su muerte en 1958, a los 99 años.
Cameron comenzó su educación artística a la edad de 16 años a través de la Trustees Drawing Academy of Edinburgh, ganando premios desde los 17 años Tomó clases en el Edinburgh Veterinary College para perfeccionar su comprensión de la anatomía animal, y desarrolló una habilidad particular para representar caballos. Esto reflejó su temprano interés en temas inusuales y se potenció por su habilidad para usar su propio caballo como modelo.

## España
En 1900, Cameron viajó a Madrid en España para estudiar la obra del pintor español del siglo XVII, Diego Velázquez. Se enamoró del país, su gente y su cultura. Pintó muchas escenas españolas, temas violentos y masculinos como campos de batalla, carreras de caballos y particularmente corridas de toros, y vivió un tiempo en Madrid y Sevilla. Generó controversia en su Escocia natal por su interpretación realista de las escenas a veces brutales de las corridas de toros.

## Carrera
Cameron fue miembro fundador del Edinburgh Ladies' Art Club y la primera exposición de la Sociedad de Artistas Escoceses, más tarde estuvo involucrada con la Real Academia Escocesa, (RSA) pero en 1901, cuando las mujeres podían exhibir en RSA pero no convertirse en miembros, su candidatura fue nominada con Phoebe Anna Traquair y Christina Paterson Ross, pero ninguna mujer fue elegida hasta 1938, Josephine Haswell Miller. Cameron tuvo otros tres intentos fallidos. Expuso 56 obras en la RSA entre 1886 y 1919. Su pintura, Retrato de Mme. Blair et ses borzois recibió una "Mención de Honor" en el Salón de París de 1904. El retrato ganador mostraba a su hermana Flora con sus dos perros Borzoi rusos a cada lado. La pintura, junto con una de las pinturas españolas de Cameron, se publicó en el libro Mujeres pintoras del mundo (1905).
Cameron realizó cuatro exposiciones independientes entre 1908 y 1913 en Edimburgo, Londres y París, con un crítico elogiando su "poder, facilidad y valentía".
Además de ser una artista talentosa, Cameron también era una lingüista capaz y hablaba francés y español con fluidez. También tenía buenos conocimientos de alemán e italiano, y sabía suficiente ruso para leerlo y traducirlo.
El 30 de junio de 1905, Cameron se casó con Alexis Millar, un comerciante de caballos y jobmaster de Edimburgo, en St Martin-in-the-Fields en Londres. Mary Cameron murió el 15 de febrero de 1921 en Turnhouse, una aldea al oeste de Edimburgo, y está enterrada en el cementerio de Dean en Edimburgo. La tumba se encuentra en la terraza sur oscurecida, hacia el extremo este.

## Legado
Cameron tiene una pequeña cantidad de pinturas en las colecciones nacionales británicas. Un retrato de Cameron trabajando en su estudio, por John Brown Abercromby, se encuentra en la Galería Nacional de Escocia. Ha sido descrita como una "pionera" para las mujeres artistas y la igualdad de género.